# Мизопедия
Мизопе́дия (др.-греч. μῖσος — «ненависть» и др.-греч. παῖς, παιδός — «ребёнок»; др.-греч. μισόπαις, μισόπαιδος — «ненавидящий детей») — патологическая ненависть к детям (может быть обусловлена психическим расстройством), садистические тенденции у матери, может развиваться у забеременевших в результате изнасилования женщин по отношению к собственному плоду.
Люди, испытывающие это переживание, выделяют такие негативные качества детей, как непоседливость, шумность, чрезмерная любознательность, раздражение от которых переходит в отвращение и ненависть.
О причинах возникновения мизопедии в психиатрии и психологии существует несколько гипотез:
- Мизопедия как внешнее проявление отвержения сознанием педофильных влечений.
- Активный негативизм со стороны одной автономной субличности по отношению к положительным чувствам личности к детям (при диссоциации).
- Мстительность детям по причине восприятия их как виновников своих несчастий (косвенная агрессия по отношению к отцу детей).